# Erich Kober
Erich Kober (* 8. Dezember 1885 in Oldisleben; † 22. September 1955 in Wien) war ein deutsch-österreichischer Schauspieler, Filmregisseur und Drehbuchautor.

## Leben
Der gebürtige Thüringer und Schauspielersohn – der Vater war der Wiener Schauspieler Gustav Kober (1849–1920) – erhielt seine künstlerische Ausbildung bei Josef Kainz und startete seine Laufbahn als Schauspieler 1903 am Theater in Görlitz. Über Bühnenstationen in Glatz (1904/05), Basel (1905/06), Gießen (1906/07), Stuttgart (1907/08) und zuletzt im zaristischen Riga (heute Lettland) kam Erich Kober 1910 erstmals nach Berlin, um ein Engagement am dortigen Friedrich-Wilhelmstädtischen Schauspielhaus anzutreten. In jungen Jahren wurde er zumeist mit Liebhaber-Rollen betraut, einer seiner bekanntesten Parts war der Moritz Stiefel in Frank Wedekinds ‘Frühlings Erwachen’.
Kurz vor dem Ersten Weltkrieg sammelte Kober seine ersten Filmerfahrungen, als er den Sweth, den Sekretär Andreas Hofers, in Carl Froelichs Großproduktion Tirol in Waffen spielte. Im Krieg zeitweilig eingezogen, konnte Kober als Soldat nur während eines Heimaturlaubs in Wien (1916) vor die Kamera treten. Nach Kriegsende blieb er in der österreichischen Hauptstadt und erhielt die Möglichkeit zur Filmregie. Mit der Fiat-Film besaß er einige Jahre lang seine eigene Produktionsfirma. 1923 zurück in Berlin, erhielt Kober kaum mehr Möglichkeiten, beim Film zu arbeiten (Rolle und Regieassistenz bei Der Student von Prag), und auch am Theater fand er nur schwer Anschluss. Mit Anbruch des Tonfilmzeitalters konnte Kober zwei Filmrollen ergattern, eine in eigener Produktion hergestellte Inszenierung, die Kajaksportler-Geschichte Die Wasserteufel von Hieflau, blieb seine letzte Arbeit. 
Arbeits- und mittellos, verschlechterte sich Kobers Situation mit Machtübernahme durch die Nationalsozialisten rapide: Der von den braunen Machthabern als sog. ‘Vierteljude’ gebrandmarkte Kober wurde im 3. Reich kaltgestellt und ging daraufhin nach Wien zurück, wo er, ohne noch einmal an Bühne und im Film wirken zu dürfen, seinen Lebensabend verbrachte. Letztmals machte Kober auf sich aufmerksam, als er 1948 eine Biografie über seinen einstigen Lehrmeister unter dem Titel ‘Josef Kainz – Mensch unter Masken’ herausbrachte.

## Filmografie
- 1913: Tirol in Waffen (Schauspieler)
- 1916: Wien im Krieg (Schauspieler)
- 1919: Der Traum im Walde (Regie, Co-Drehbuch)
- 1919: Das Kind des Teufels (Regie, Produktion)
- 1919: Lilith und Ly (Regie, Produktion)
- 1919: Das Tagebuch (Regie, Produktion)
- 1920: Das Reich der Liebe (Regie, Produktion)
- 1926: Der Student von Prag (Schauspieler)
- 1928: Schinderhannes (Schauspieler)
- 1929: Sünde und Moral (Regie, Drehbuch)
- 1930: Brand in der Oper (Schauspieler)
- 1930: Hans in allen Gassen (Schauspieler)
- 1931: Die Wasserteufel von Hieflau (Regie, Produktion, Co-Drehbuch)